# David Andersson (fotbollsspelare)
David Andersson, född 16 september 2003, är en svensk fotbollsspelare som spelar i IFK Norrköping. Han är son till Bosse Andersson, sportchef i Djurgårdens IF.
Debuterade i allsvenskan den 30 mars 2025 mot Östers IF. Detta efter att David Mitov Nilsson var skadad.